# Winter X Games XX
I Winter X Games XX sono stati la ventesima edizione della manifestazione organizzata dalla ESPN, si sono tenuti dal 28 al 31 gennaio 2016 ad Aspen, negli Stati Uniti d'America.

## Risultati

### Snowboard
| Evento                               | Evento                               | Oro                    | Argento                | Bronzo                    |
| Uomini                               | Slopestyle                           | Mark McMorris          | Sébastien Toutant      | Mons Røisland             |
| Uomini                               | SuperPipe                            | Matthew Ladley         | Ben Ferguson           | Scotty James              |
| Uomini                               | Big Air                              | Maxence Parrot         | Mark McMorris          | Yūki Kadono               |
| Uomini                               | Snowboard cross                      | Jarryd Hughes          | Alex Pullin            | Konstantin Schad          |
| Uomini                               | Snowboard cross adaptive             | Matti Suur-Hamari      | Alex Massie            | Ben Todhope               |
| Donne                                | Slopestyle                           | Spencer O'Brien        | Jamie Anderson         | Hailey Langland           |
| Donne                                | SuperPipe                            | Chloe Kim              | Arielle Gold           | Cai Xuetong               |
| Donne                                | Snowboard cross                      | Lindsey Jacobellis     | Eva Samková            | Nelly Moenne Loccoz       |
| Special Olympics Unified Dual Slalom | Special Olympics Unified Dual Slalom | Chris Klug Henry Meece | Danny Davis Zach Elder | Hannah Teter Daina Shilts |

### Freestyle
| Evento | Evento         | Oro             | Argento                    | Bronzo                |
| Uomini | Slopestyle     | Josiah Wells    | Gus Kenworthy              | Øystein Bråten        |
| Uomini | SuperPipe      | Kevin Rolland   | Gus Kenworthy              | Benoît Valentin       |
| Uomini | Big Air        | Fabian Bösch    | Bobby Brown                | Elias Ambühl          |
| Uomini | Ski cross      | Brady Leman     | Bastien Midol              | Christopher Del Bosco |
| Uomini | Mono ski cross | Jerome Elbrycht | Nikko Landeros             | Kevin Bramble         |
| Donne  | Slopestyle     | Kelly Sildaru   | Tiril Sjåstad Christiansen | Johanne Killi         |
| Donne  | SuperPipe      | Maddie Bowman   | Ayana Onozuka              | Annalisa Drew         |
| Donne  | Ski cross      | Kelsey Serwa    | Marielle Thompson          | Alizée Baron          |

### Motoslitta
| Evento            | Oro            | Argento         | Bronzo         |
| SnoCross Adaptive | Mike Schultz   | Paul D. Thacker | E.J. Poplawski |
| SnoCross          | Tucker Hibbert | Adam Renheim    | Colin Todd     |
| Freestyle         | Joe Parsons    | Heath Frisby    | Brett Turcotte |

## Medagliere
| Pos.   | Paese         | Oro | Argento | Bronzo | Totale |
| ------ | ------------- | --- | ------- | ------ | ------ |
| 1      | Stati Uniti   | 8   | 10      | 6      | 24     |
| 2      | Canada        | 5   | 4       | 2      | 11     |
| 3      | Francia       | 2   | 1       | 3      | 6      |
| 4      | Australia     | 1   | 1       | 2      | 4      |
| 5      | Svizzera      | 1   | 0       | 1      | 2      |
| 6      | Estonia       | 1   | 0       | 0      | 1      |
| 6      | Finlandia     | 1   | 0       | 0      | 1      |
| 6      | Nuova Zelanda | 1   | 0       | 0      | 1      |
| 9      | Norvegia      | 0   | 1       | 3      | 4      |
| 10     | Giappone      | 0   | 1       | 1      | 2      |
| 11     | Rep. Ceca     | 0   | 1       | 0      | 1      |
| 11     | Svezia        | 0   | 1       | 0      | 1      |
| 13     | Cina          | 0   | 0       | 1      | 1      |
| 13     | Giappone      | 0   | 0       | 1      | 1      |
| Totale | Totale        | 20  | 20      | 20     | 60     |